# Paul Day
Paul Mario Day (Londra, 19 aprile 1956 – Newcastle, 29 luglio 2025) è stato un cantante britannico, famoso per essere stato il primo cantante della band heavy metal Iron Maiden.

## Biografia
Rimase nel gruppo dal 1975 al 1976 per poi lasciare la band (sembra che fu allontanato a causa del poco carisma) e formare i More, con cui suonò al Monsters of Rock nel 1981.
Fu anche cantante dei Wildfire dal 1983 al 1984 e registrò un live album al Marquee Club di Londra come cantante degli Sweet nel 1986. Fu il cantante degli Sweet dal 1985 al 1988, anno in cui gli Sweet si sciolsero definitivamente. Con gli Sweet, oltre all'attività live, registrò 4 canzoni in studio: "Jump the fence", "Shot down in flames", "Over my head" e "Reach out" (cover da Petula Clark).
Paul Mario Day si trasferì in Australia nel 1986, dove iniziò ad esibirsi con i Gringos. Il 20 maggio 2025 furono rese note tramite i profili social del noto locale Cart & Horses le sue critiche condizioni di salute a causa di un cancro in fase terminale. Morirà il 29 luglio seguente. 